# Euodynerus egregius
Euodynerus egregius är en stekelart som först beskrevs av Herrich-Schäffer.  Euodynerus egregius ingår i släktet kamgetingar, och familjen Eumenidae. Utöver nominatformen finns också underarten E. e. arzhakanensis.